# Jan Pietersz Sweelinck (trein)
De Jan Pietersz Sweelinck was een internationale trein tussen Amsterdam en Keulen en is genoemd naar de in Deventer geboren en in Amsterdam werkende componist Jan Pieterszoon Sweelinck.

## EuroCity
Op 2 juni 1991 werd in Duitsland de InterCityExpress in gebruik genomen. Voor de aansluitende verbinding Amsterdam - Keulen werd toen een twee uursfrequentie ingevoerd. De twee EuroCity's naar Zwitserland vielen buiten deze reorganisatie, maar de twee andere EuroCity's, EC Erasmus en EC Frans Halswerden deel van deze twee uursdienst. Voor het uitvoeren van de dienstregeling waren zeven treinparen nodig, zodat er vijf nieuwe EuroCity's, waaronder de EC Jan Pietersz Sweelinck, werden toegevoegd. De betrokken treinen werden genummerd van 140 t/m 153. De nummering vond plaats in de volgorde van dienstuitvoering, waarbij de treinen uit Keulen de even nummers en die uit Amsterdam de oneven nummers kregen. De EC Jan Pietersz Sweelinck kreeg hierbij de nummers EC 142 en EC 151. De trein werd gereden met getrokken rijtuigen van de Deutsche Bundesbahn.

### Route en dienstregeling
| EC 142 | Land      | Station        | Km | EC 151 |
| ------ | --------- | -------------- | -- | ------ |
| 09:17  | Duitsland | Köln Hbf       |    | 19:42  |
| 09:42  | Duitsland | Düsseldorf Hbf |    | 19:13  |
| 09:56  | Duitsland | Duisburg Hbf   |    | 19:08  |
| 10:12  | Duitsland | Oberhausen Hbf |    | 19:02  |
| 10:32  | Duitsland | Emmerich       |    | 18:32  |
| 10:55  | Nederland | Arnhem         |    | 18:09  |
| 11:24  | Nederland | Utrecht        |    | 17:30  |
| 11:51  | Nederland | Amsterdam      |    | 17:00  |

Op 4 november 2000 reed de EC Jan Pietersz Sweelinck voor het laatst en op 5 november werd de treindienst voortgezet door ICE-3M-treinstellen.